# 6194 Denali
6194 Denali eller 1990 TN är en asteroid i huvudbältet som upptäcktes den 12 oktober 1990 av den australiensiske astronomen Robert H. McNaught vid Siding Spring-observatoriet. Den är uppkallad efter Nordamerikas högsta berg, Denali.
Asteroiden har en diameter på ungefär 7 kilometer.